# Monts Seward (Antarctique)
Les monts Seward sont un massif montagneux situé près de la côte occidentale de la terre de Palmer au niveau du détroit de George VI et à environ 16 km à l'est sud-est des nunataks de Buttress. Ils ont été baptisés en l'honneur du botaniste et géologue britannique Albert Charles Seward.